# Filip Bojarski
Filip Bojarski (né le 11 octobre 1990 à Wadowice, dans la voïvodie de Petite-Pologne) est un réalisateur et scénariste polonais.

## Biographie
Filip Bojarski est diplômé de l'institut de philosophie de l'université Jagellonne en 2014.
En 2021, il est diplômé de la faculté de réalisation cinématographique et télévisuelle de l'École nationale de cinéma de Łódź,.
Il est membre de l'association des cinéastes polonais.